# Большая Медведица (деревня)
Большая Медведица — опустевшая деревня в Павинском районе Костромской области. Входит в состав Павинского сельского поселения

## География
Находится в северо-восточной части Костромской области на расстоянии приблизительно 9 км на запад по прямой от села Павино, административного центра района.

## Население
Численность постоянного населения составляла 10 человек в 2002 году (русские 100 %), 0 в 2022.